# Herrenhaus Betzigerode
Das Herrenhaus Betzigerode ist ein ehemals herrschaftliches Gutshaus in Betzigerode, einem Ortsteil der Gemeinde Bad Zwesten im nordhessischen Schwalm-Eder-Kreis. Es ist in Privatbesitz und nicht öffentlich zugänglich.

## Geographische Lage
Das Gebäude steht auf der Westseite des Gutshofs etwa 300 m nordnordwestlich oberhalb des Dorfes an der nach Wenzigerode und weiter nach Bad Wildungen führenden Kreisstraße K 74, die im Dorf Ziergartenstraße heißt. Der Gutshof befindet sich am südlichen Fuß des Ebersbergs (351,5 m) unmittelbar westlich der K 74 und des Bachs Scherengraben, der von Nordwesten entlang der Westflanke des Ebersbergs aus Wenzigerode herabkommt und 200 m nördlich der Bundesstraße 3 in den Lohrbach mündet, der wiederum 500 m südlich der B 3 zwischen Bad Zwesten und Kerstenhausen in die Schwalm fließt.

## Architektur
Das Gebäude ist ein zweigeschossiger, zehnachsiger, heute verputzter Fachwerkbau auf Steinsockel, mit etwa 28 × 10 m Grundfläche und mit Mansardwalmdach. Auf der hofseitigen, nach Ostnordost weisenden Vorderfront führt eine Freitreppe zum Portal, über dem ein zweiachsiges Zwerchhaus aufragt, das rechts und links von je zwei Gauben flankiert wird. Auf der Gartenseite im Westen befindet sich ein dreiachsiger, bis auf Firsthöhe reichender Mittelrisalit.
An der Gartenseite ist vom Mittelrisalit bis zum Südende ein etwa 11 × 7 m großer, architektonisch fragwürdiger Anbau mit eigenem Walmdach parallel zum Hauptgebäude angebaut.

## Erbbegräbnis

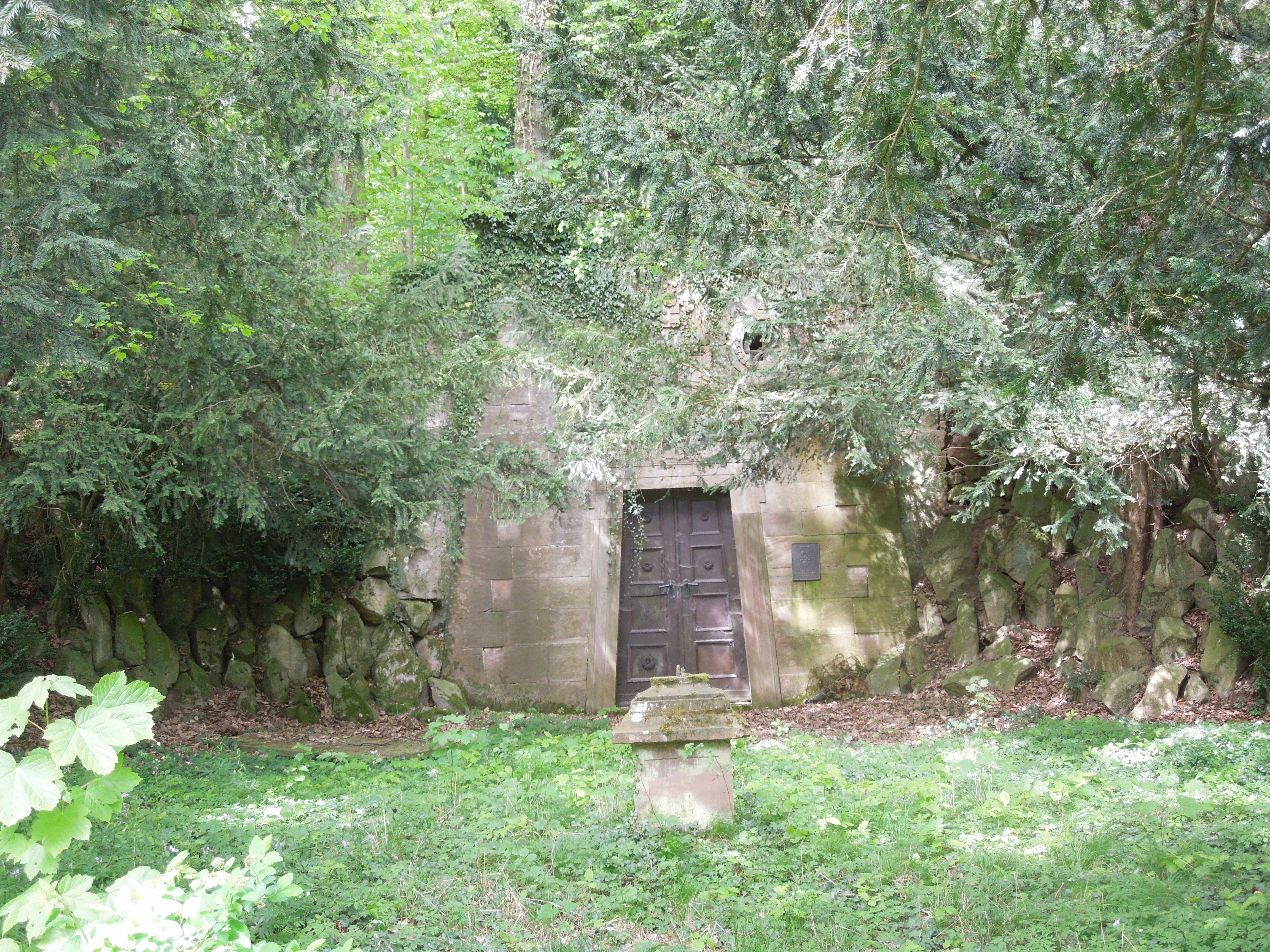
Erbbegräbnis und Gruft der Familie von Heßberg in Betzigerode

Auf der Nordseite der K 74, im Winkel zwischen Ziergartenstraße und Eichwaldstraße, befindet sich ein kleiner Friedhof mit dem Erbbegräbnis und der Gruft der Familie Heßberg, die das Gut von 1786 bis 1960 in Besitz hatte.

## Geschichte
Der kleine Ort Betzigerode kam 1523 bei einer innerfamiliären Besitzteilung an Heinrich von Löwenstein-Romrod. Er ließ dort einen Gutshof anlegen und die zu dessen Bearbeitung notwendigen Arbeitskräfte unterhalb des Hofs entlang des Scherengrabens ansiedeln. 1661 waren Gut und Dorf Betzigerode im Besitz der Adelsfamilie Hund, kamen dann 1686 durch Erbschaft jeweils zur Hälfte an die von Dalwigk und an den Major Johann Christian Eckhard genannt Schmidt, der eine Erbtochter Hund geheiratet hatte. 1713 kaufte Landgraf Karl von Hessen-Kassel das Gut und überließ es seinem Sohn Maximilian. Dieser verkaufte es 1723, als ihm sein Vater die heimgefallene Herrschaft Jesberg gegeben hatte und er Geld zum Bau eines standesgemäßen Schlosses dort benötigte, an die Witwe des ehemaligen landgräflichen Kanzlers Nikolaus Wilhelm Goddaeus (1646–1719), Amalie Elisabeth geb. d’Orville (1676–1752). Sie ließ das Herrenhaus umbauen und erweitern.

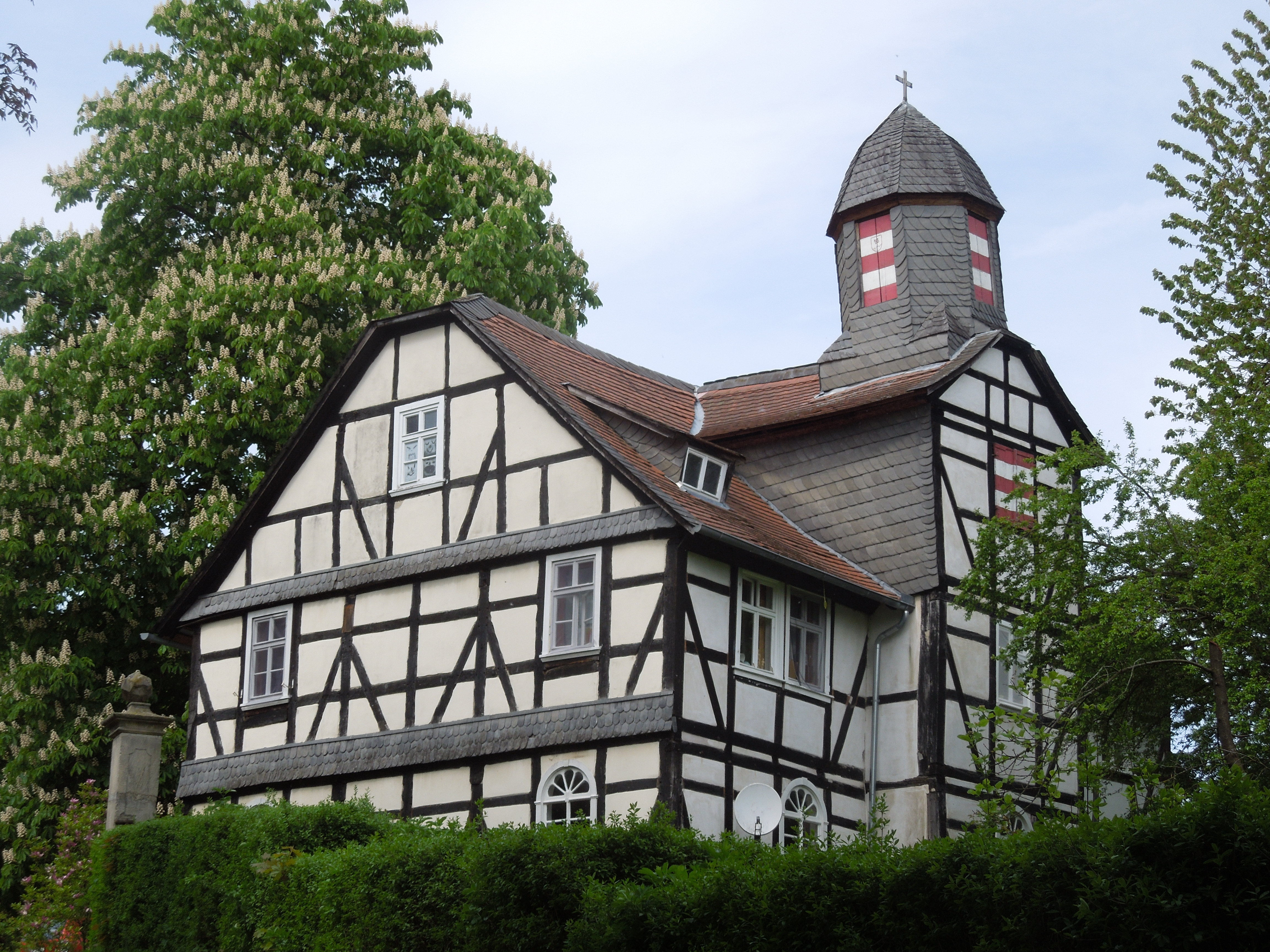
Ehemalige Kirche (und Försterhaus) auf dem einstigen Rittergut in Betzigerode

Durch Heirat und Erbschaft kam das Gut 1786 an Ernst Ludwig von Heßberg (1737–1796), der im Januar 1773 die Enkelin des Kanzlers Nikolaus Wilhelm Goddaeus geheiratet hatte und nun mit seiner Familie von Laar (bei Zierenberg) nach Betzigerode umzog. Er ließ bereits 1773, anlässlich seiner Hochzeit, dem Herrenhaus gegenüber eine kleine Fachwerkkapelle mit Glockentürmchen auf dem Dach errichten, in deren Obergeschoss die Försterwohnung eingerichtet wurde. Alle sechs Söhne Ernst Ludwigs wurden hessen-kasselische Offiziere, und drei von ihnen kamen – nunmehr im Dienst des Königreichs Westphalen – bei Napoleons Russlandfeldzug 1812 ums Leben. Der drittälteste Sohn, Georg Wilhelm Ernst (1777–1852) überlebte den Feldzug als Ordonnanzoffizier des westphälischen Königs Jérôme, nahm nach der Restitution Kurhessens an den Feldzügen 1814/15 gegen Napoleon teil, stieg danach zum kurhessischen Kriegsminister und Generalleutnant auf und zog sich 1836 auf seine ererbten Güter in Betzigerode und Zwesten zurück. Nach seinem Tod kam Betzigerode an seinen Neffen Louis Otto Ernst Georg Friedrich von Hesberg (1824–1909), preußischer General der Kavallerie. Über dessen Sohn Georg (1858–1926) kam es schließlich an den Enkel Eitel Reinhard von Heßberg (1906–1988).
Dieser verkaufte die Ländereien des Gutes im Jahre 1960 an die Siedlungsgesellschaft „Hessische Heimat“, die darauf Aussiedlerhöfe einrichtete. Die zum Gut gehörigen rund 300 Morgen Wald wurden im gleichen Jahr an den Unternehmer Lohrey verkauft und werden von der Lohrey'schen Forstverwaltung im benachbarten Wenzigerode bewirtschaftet.